# شارل نوديه
شارل نوديه (بالفرنسية: Charles Nodier)‏ في الفترة (29 أبريل 1780 - 27 يناير 1844)، كاتب فرنسي قدم أعمال في الرومانسية والرعب القوطي وحكايات مصاصي الدماء.

## روابط خارجية
- شارل نوديه على موقع الموسوعة البريطانية (الإنجليزية)